# Carl Friedrich von Weizsäcker
Carl Friedrich Freiherr von Weizsäcker (n. 28 iunie 1912, Kiel, Reich-ul German – d. 28 aprilie 2007, Starnberg, Bavaria, Germania) a fost un fizician și filozof german.
A efectuat descoperiri teoretice importante în fizica nucleară privind generarea de energie în stele prin fuziune nucleară și apariția planetelor în cadrul Sistemului solar.
A fost printre primii care și-a dat seama că fuziunea nucleară poate sta la baza unei noi arme, arma nucleară și, în timpul celui de-al Doilea Război Mondial a participat la proiectul Germaniei naziste de realizare a unei astfel de arme.
Fratele său a fost Richard von Weizsäcker, președinte al RFG în perioada 1984-1994.